# Pesem Evrovizije 2021
Pesem Evrovizije 2021 je 65. izbor za Pesem Evrovizije, ki bi moral biti izveden v letu 2020, a so ga organizatorji zaradi epidemije COVID-19 prestavili za leto dni. Po dogovoru med EBU in mestom Rotterdam, ki bi moralo Evrovizijo gostiti v letu 2020, je bil Rotterdam gostitelj tudi v letu 2021. Polfinala sta potekala 18. oz. 20. maja, finalni večer pa v soboto, 22. maja 2021. Zmagovalna skladba je postala Zitti e buoni italijanske rock zasedbe Måneskin, ki je osvojila 524 točk. Drugo mesto je osvojila Francija, tretje pa Švica. Za Italijo je to bila tretja evrovizijska zmaga.
Po pravilniku države v letu 2021 niso smele nastopiti s skladbami, izbranimi za leto 2020, določen izvajalec je lahko ostal isti. Na izboru je sodelovalo devetintrideset držav. Bolgarija in Ukrajina sta se po enoletnem premoru vrnili na izbor, Madžarska in Črna gora se izbora nista udeležili. Armenija in Belorusija sta nameravali nastopiti, vendar je Armenija odstopila zaradi politične krize, Belorusijo pa so diskvalificirali zaradi pesmi, ki je kršila pravila izbora.
Zaradi epidemije koronavirusa je tekmovanje potekalo pod strogimi zdravstvenimi pravili, ki so vključevali tudi redna testiranja, karantene in vnaprej posnete nastope. Med drugim so morale države tekmovalke že doma posneti nastope, ki bi bili predvajani, če se izvajalci zaradi okužbe ali karantene ne bi mogli predstaviti na odru Evrovizije. Med drugim so med tekmovanjem okužbo potrdili pri nizozemskem zmagovalcu Evrovizije iz leta 2019 Duncanu Laurenceu, ki bi moral večkrat nastopiti v finalnem večeru.

## Priprava tekmovanja

### Grafična in scenska podoba
24. oktobra 2019 so organizatorji sporočili, da je izbrano geslo tekmovanja "Open Up", kar v prevodu pomeni "Odpri se". Čez štiri dni, 28. oktobra, so razkrili tudi grafično podobo izbora, ki jo je zasnovala oblikovalska agencija CLEVER°FRANKE. Abstraktna predstavitev zastav 41. držav udeleženk, razporejenih v časovnem intervalu pristopa k Pesmi Evrovizije. Krog spominja tudi na nizozemske mline na veter.
Decembra 2019 je Evropska radiodifuzna zveza predstavila tudi zasnovo odra. Njen avtor je nemški scenograf Florian Wieder, ki je oder oblikoval že za nekaj Evrovizij. Wieder je izhajal iz slogana "Odpri se" in minimalistično zasnoval oder kot sinonim nizozemske ravnice, kanalov in mostov.

### Videorazglednice
Razglednice, ki jih v prenosu predvajajo tik pred posameznim nastopom, so načrtovali posneti na Nizozemskem. Izvajalci bi se po državi družili z domačini in sodelovali v različnih običajih.

## Prizorišče
Za gostitelja Evrovizije 2020 je bilo izbrano mesto Rotterdam. V zaključnem izboru je premagalo Maastricht. Kmalu po odpovedi tekmovanja v letu 2020 sta mestna oblast in EBU sporočila, da bo prizorišče ostalo enako tudi v letu 2021, torej dvorana Rotterdam Ahoy.
Rotterdam je sicer drugo največje mesto na Nizozemskem. Šteje 644.527 prebivalcev. Znano je po svojem pristanišču, ki je največje v Evropi in drugo na svetu po številu tovora. Dvorana Ahoy, ki je največja pokrita arena v mestu, je bila zgrajena leta 1970, izkušnje z Evrovizijo pa je imela že pred tem. Leta 2007 je namreč gostila otroško verzijo Evrovizije.

## Sodelujoče države
Za morebitno sodelovanje na tekmovanju za pesem Evrovizije je potrebna nacionalna radiotelevizija z aktivnim članstvom v EBU, ki je sposobna sprejemati tekmovanje prek omrežja Evrovizije in ga prenašati v živo po vsej državi. EBU je vsem aktivnim članicam izdala povabilo k sodelovanju na tekmovanju. Pridružena članica Avstralija ni potrebovala povabila za tekmovanje leta 2021, saj ji je bilo predhodno odobreno dovoljenje za sodelovanje vsaj do leta 2023. 
EBU je 26. oktobra 2020 prvotno napovedala, da bo na tekmovanju sodelovalo 41 držav, pri čemer bo nastopila ista zasedba držav, kot je bila predvidena za odpovedano izdajo leta 2020. Bolgarija in Ukrajina sta se vrnili po odsotnosti s tekmovanja leta 2019, medtem ko sta bili Madžarska in Črna gora potrjeni kot nevračljivi po njunih zadnjih nastopih leta 2019. 
Marca 2021 sta Armenija in Belorusija potrdili svojo nesodelovanje na tekmovanju; Armenija se je umaknila zaradi družbene in politične krize po drugi vojni v Gorskem Karabahu, Belorusija pa je bila diskvalificirana iz tekmovanja, ker do roka ni oddala ustreznega prispevka. S tem se je število sodelujočih držav zmanjšalo na 39. 

### Prvi predizbor
Prvi predizbor je potekal 18. maja 2021 ob 21.00 po srednjeevropskem času. V tem polfinalu je sodelovalo šestnajst držav, vrstni red pa je bil objavljen 30. marca 2021. Malta je osvojila največ točk, sledile so ji Ukrajina, Rusija, Litva, Izrael, Ciper, Švedska, Azerbajdžan, Belgija in Norveška. Države, ki se niso uvrstile v finale, so bile Slovenija, Avstralija, Severna Makedonija, Irska, Hrvaška in Romunija. Vse države, ki so tekmovale v tem polfinalu, so imele pravico glasovati, poleg Nemčije, Italije in Nizozemske. Belorusija je bila prvotno dodeljena za sodelovanje v prvi polovici polfinala, vendar je bila iz tekmovanja diskvalificirana, potem ko je dvakrat oddala prispevke, ki so kršili pravila, in ni predložila ustreznega prispevka pred rokom. 
Polfinale je odprl Duncan Laurence s pesmijo »Feel Something« , v njem pa sta nastopili pevka in YouTuberka Davina Michelle ter igralka Thekla Reuten v nastopu z naslovom »Moč vode«, ki se je osredotočil na nizozemsko zgodovino upravljanja voda.  Michelle je v nastopu izvedla svoj novi singel »Sweet Water«. V obeh nastopih je bila uporabljena obogatena resničnost. Nato so bili intervjuvani nizozemski, nemški in italijanski izvajalci, predvajani pa so bili tudi posnetki njihovih tekmovalnih pesmi.
| #  | Država             | Glasbenik       | Pesem             | Jezik(i)              | Uvrstitev | Točke |
| -- | ------------------ | --------------- | ----------------- | --------------------- | --------- | ----- |
| 01 | Litva              | The Roop        | "Discoteque"      | angleščina            | 4.        | 203   |
| 02 | Slovenija          | Ana Soklič      | "Amen"            | angleščina            | 13.       | 44    |
| 03 | Rusija             | Maniža          | "Russian Woman"   | ruščina, angleščina   | 3.        | 225   |
| 04 | Švedska            | Tusse           | "Voices"          | angleščina            | 7.        | 142   |
| 05 | Avstralija         | Montaigne       | "Technicolour"    | angleščina            | 14.       | 28    |
| 06 | Severna Makedonija | Vasil           | "Here I Stand"    | angleščina            | 15.       | 23    |
| 07 | Irska              | Lesley Roy      | "Maps"            | angleščina            | 16.       | 20    |
| 08 | Ciper              | Elena Tsagrinou | "El Diablo"       | angleščina            | 6.        | 170   |
| 09 | Norveška           | Tix             | "Fallen Angel"    | angleščina            | 10.       | 115   |
| 10 | Hrvaška            | Albina          | "Tick-Tock"       | angleščina, hrvaščina | 11.       | 110   |
| 11 | Belgija            | Hooverphonic    | "The Wrong Place" | angleščina            | 9.        | 117   |
| 12 | Izrael             | Eden Alene      | "Set Me Free"     | angleščina            | 5.        | 192   |
| 13 | Romunija           | Roxen           | "Amnesia"         | angleščina            | 12.       | 85    |
| 14 | Azerbajdžan        | Efendi          | "Mata Hari"       | angleščina            | 8.        | 138   |
| 15 | Ukrajina           | Go_A            | "Šum" (Шум)       | ukrajinščina          | 2.        | 267   |
| 16 | Malta              | Destiny         | "Je me casse"     | angleščina            | 1.        | 325   |

### Ločeni rezultati
| Država             | Žirija | Žirija | Gledalci | Gledalci | Skupaj | Skupaj |
| Država             | Mesto  | Točke  | Mesto    | Točke    | Mesto  | Točke  |
| ------------------ | ------ | ------ | -------- | -------- | ------ | ------ |
| Litva              | 8      | 66     | 3        | 137      | 4      | 203    |
| Slovenija          | 13.    | 36     | 14.      | 8        | 13.    | 44     |
| Rusija             | 2      | 117    | 4        | 108      | 3      | 225    |
| Švedska            | 6      | 91     | 10       | 51       | 7      | 142    |
| Avstralija         | 14.    | 26     | 16.      | 2        | 14.    | 28     |
| Severna Makedonija | 16.    | 12     | 13.      | 11       | 15.    | 23     |
| Irska              | 15.    | 16     | 15.      | 4        | 16.    | 20     |
| Ciper              | 5      | 92     | 7        | 78       | 6      | 170    |
| Norveška           | 12.    | 38     | 8        | 77       | 10     | 115    |
| Hrvaška            | 10     | 57     | 9        | 53       | 11.    | 110    |
| Belgija            | 7      | 70     | 11.      | 47       | 9      | 117    |
| Izrael             | 4      | 99     | 5        | 93       | 5      | 192    |
| Romunija           | 9      | 58     | 12.      | 27       | 12.    | 85     |
| Azerbajdžan        | 11.    | 47     | 6        | 91       | 8      | 138    |
| Ukrajina           | 3      | 103    | 1        | 164      | 2      | 267    |
| Malta              | 1      | 174    | 2        | 151      | 1      | 325    |

### Drugi polfinale
Drugi polfinale je potekal 20. maja 2021 ob 21.00 po srednjeevropskem času. V tem polfinalu je sodelovalo sedemnajst držav, vrstni red pa je bil objavljen 30. marca 2021. Švica je osvojila največ točk, sledile so ji Islandija, Bolgarija, Portugalska, Finska, Grčija, Moldavija, Srbija, San Marino in Albanija. Države, ki se niso uvrstile v finale, so bile Estonija, Češka, Avstrija, Poljska, Gruzija, Latvija in Danska. Vse države, ki so tekmovale v tem polfinalu, so imele pravico glasovati, poleg Francije, Španije in Združenega kraljestva. Armenija je bila prvotno dodeljena za sodelovanje v drugi polovici polfinala, vendar se je zaradi družbene in politične krize po drugi vojni v Gorskem Karabahu umaknila iz tekmovanja . 
Polfinale sta odprla breakdancerjeva plesalka Redouan "Redo" Ait Chitt in kantavtorica Eefje de Visser,  med odmorom pa sta nastopila baletni plesalec Ahmad Joudeh in BMX-er Dez Maarsen;  nastopajoči imajo naslova "Forward Unlimited" oziroma "Close Encounter of a Special Kind". Britanski, francoski in španski izvajalci so bili nato intervjuvani, predvajani pa so bili tudi posnetki njihovih tekmovalnih pesmi.
| #  | Država      | Glasbenik           | Pesem                       | Jezik(i)    | Uvrstitev | Točke |
| -- | ----------- | ------------------- | --------------------------- | ----------- | --------- | ----- |
| 01 | San Marino  | Senhit              | "Adrenalina"                | angleščina  | 9.        | 118   |
| 02 | Estonija    | Uku Suviste         | "The Lucky One"             | angleščina  | 13.       | 58    |
| 03 | Češka       | Benny Cristo        | "Omaga"                     | angleščina  | 15.       | 23    |
| 04 | Grčija      | Stefania            | "Last Dance"                | angleščina  | 6.        | 184   |
| 05 | Avstrija    | Vincent Bueno       | "Amen"                      | angleščina  | 12.       | 66    |
| 06 | Poljska     | Rafał               | "The Ride"                  | angleščina  | 14.       | 35    |
| 07 | Moldavija   | Natalia Gordienko   | "Sugar"                     | angleščina  | 7.        | 179   |
| 08 | Islandija   | Daði og Gagnamagnið | "10 Years"                  | angleščina  | 2.        | 288   |
| 09 | Srbija      | Hurricane           | "Loco Loco"                 | srbščina    | 8.        | 124   |
| 10 | Gruzija     | Tornike Kipiani     | "You"                       | angleščina  | 16.       | 16    |
| 11 | Albanija    | Anxhela Peristeri   | "Karma"                     | albanščina  | 10.       | 112   |
| 12 | Portugalska | The Black Mamba     | "Love Is on My Side"        | angleščina  | 4.        | 239   |
| 13 | Bolgarija   | Victoria            | "Growing Up Is Getting Old" | angleščina  | 3.        | 250   |
| 14 | Finska      | Blind Channel       | "Dark Side"                 | angleščina  | 5.        | 234   |
| 15 | Latvija     | Samanta Tīna        | "The Moon Is Rising"        | angleščina  | 17.       | 14    |
| 16 | Švica       | Gjon's Tears        | "Tout l'Univers"            | francoščina | 1.        | 291   |
| 17 | Danska      | Fyr & Flamme        | "Øve os på hinanden"        | danščina    | 11.       | 89    |

### Ločeni rezultati
| Država      | Žirija | Žirija | Gledalci | Gledalci | Skupaj | Skupaj |
| Država      | Mesto  | Točke  | Mesto    | Točke    | Mesto  | Točke  |
| ----------- | ------ | ------ | -------- | -------- | ------ | ------ |
| San Marino  | 7      | 76     | 10       | 42       | 9      | 118    |
| Estonija    | 12.    | 29     | 12.      | 29       | 13.    | 58     |
| Češka       | 13.    | 23     | 17.      | 0        | 15.    | 23     |
| Grčija      | 5      | 104    | 7        | 80       | 6      | 184    |
| Avstrija    | 11.    | 53     | 14.      | 13       | 12.    | 66     |
| Poljska     | 14.    | 18     | 13.      | 17       | 14.    | 35     |
| Moldavija   | 9      | 56     | 4        | 123      | 7      | 179    |
| Islandija   | 3      | 140    | 2        | 148      | 2      | 288    |
| Srbija      | 9      | 56     | 9        | 68       | 8      | 124    |
| Gruzija     | 17.    | 1      | 15.      | 15       | 16.    | 16     |
| Albanija    | 8      | 74     | 11.      | 38       | 10     | 112    |
| Portugalska | 4      | 128    | 5        | 111      | 4      | 239    |
| Bolgarija   | 2      | 149    | 6        | 101      | 3      | 250    |
| Finska      | 6      | 84     | 1        | 150      | 5      | 234    |
| Latvija     | 16.    | 4      | 16.      | 10       | 17.    | 14     |
| Švica       | 1      | 156    | 3        | 135      | 1      | 291    |
| Danska      | 15.    | 9      | 7.       | 80       | 11     | 89     |

## Finale
Finale je potekalo 22. maja 2021 ob 21.00 po srednjeevropskem času. V finalu je sodelovalo šestindvajset držav, vseh devetintrideset sodelujočih držav pa je imelo pravico glasovati. Vrstni red za finale je bil objavljen 21. maja 2021. Italija je zmagala s 524 točkami, ki je bila prav tako zmagovalka televizijskega glasovanja. Francija je bila druga s 499 točkami, prvo deseterico pa so dopolnile Švica (ki je zmagala po glasovanju žirije), Islandija, Ukrajina, Finska, Malta, Litva, Rusija in Grčija. San Marino, Nizozemska, Španija, Nemčija in Združeno kraljestvo so zasedli zadnjih pet mest, zadnje štiri države pa niso prejele nobene točke televizijskega glasovanja.
Finale se je odprl s tradicionalno parado zastav, na kateri je bilo predstavljenih vseh šestindvajset finalistov, spremljala pa ga je remiks pesmi »Venus«, ki jo je produciral in izvedel 16-letni DJ Pieter Gabriel, dele pesmi pa so zapeli tudi sovoditelji Chantal Janzen, Jan Smit in Edsilia Rombley. Med odmori je bila mešanica pesmi »Hero«, »Ten Feet Tall« in »Titanium«, ki so jo izvedli DJ Afrojack, pevca Wulf in Glennis Grace ter orkester, sestavljen iz mladih nizozemskih glasbenikov;  odmorni nastop "Rock the Roof", kjer je šest nekdanjih zmagovalcev Evrovizije – Måns Zelmerlöw , Teach-In , Sandra Kim , Lenny Kuhr , Helena Paparizou in Lordi – na več prizoriščih v Rotterdamu izvedlo svoje zmagovalne pesmi – " Heroes ", " Ding-a-dong ", " J'aime la vie ", " De troubadour ", " My Number One " in " Hard Rock Hallelujah ";  in Duncan Laurence, ki je izvedel svojo zmagovalno pesem " Arcade " in svoj novi singel " Stars ".  Nato je bil izveden plesni skeč z naslovom "The Human Countdown", ki je označil zaključek glasovalnega okna. 
| #  | Država              | Glasbenik           | Pesem                       | Jezik(i)            | Mesto | Točke |
| -- | ------------------- | ------------------- | --------------------------- | ------------------- | ----- | ----- |
| 01 | Ciper               | Elena Tsagrinou     | "El Diablo"                 | angleščina          | 16.   | 94    |
| 02 | Albanija            | Anxhela Peristeri   | "Karma"                     | albanščina          | 21.   | 57    |
| 03 | Izrael              | Eden Alene          | "Set Me Free"               | angleščina          | 17.   | 93    |
| 04 | Belgija             | Hooverphonic        | "The Wrong Place"           | angleščina          | 19.   | 74    |
| 05 | Rusija              | Maniža              | "Russian Woman"             | ruščina, angleščina | 9.    | 204   |
| 06 | Malta               | Destiny             | "Je me casse"               | angleščina          | 7.    | 255   |
| 07 | Portugalska         | The Black Mamba     | "Love Is on My Side"        | angleščina          | 12.   | 153   |
| 08 | Srbija              | Hurricane           | "Loco Loco"                 | srbščina            | 15.   | 102   |
| 09 | Združeno kraljestvo | James Newman        | "Embers"                    | angleščina          | 26.   | 0     |
| 10 | Grčija              | Stefania            | "Last Dance"                | angleščina          | 10.   | 170   |
| 11 | Švica               | Gjon's Tears        | "Tout l'Univers"            | francoščina         | 3.    | 432   |
| 12 | Islandija           | Daði og Gagnamagnið | "10 Years"                  | angleščina          | 4.    | 378   |
| 13 | Španija             | Blas Cantó          | "Voy a quedarme"            | španščina           | 24.   | 6     |
| 14 | Moldavija           | Natalia Gordienko   | "Sugar"                     | angleščina          | 13.   | 115   |
| 15 | Nemčija             | Jendrik             | "I Don't Feel Hate"         | angleščina          | 25.   | 3     |
| 16 | Finska              | Blind Channel       | "Dark Side"                 | angleščina          | 6.    | 301   |
| 17 | Bolgarija           | Victoria            | "Growing Up Is Getting Old" | angleščina          | 11.   | 170   |
| 18 | Litva               | The Roop            | "Discoteque"                | angleščina          | 8.    | 220   |
| 19 | Ukrajina            | Go_A                | "Šum" (Шум)                 | ukrajinščina        | 5.    | 364   |
| 20 | Francija            | Barbara Pravi       | "Voilà"                     | francoščina         | 2.    | 499   |
| 21 | Azerbajdžan         | Efendi              | "Mata Hari"                 | angleščina          | 20.   | 65    |
| 22 | Norveška            | Tix                 | "Fallen Angel"              | angleščina          | 18.   | 75    |
| 23 | Nizozemska          | Jeangu Macrooy      | "Birth of a New Age"        | angleščina          | 23.   | 11    |
| 24 | Italija             | Måneskin            | "Zitti e buoni"             | italijanščina       | 1.    | 524   |
| 25 | Švedska             | Tusse               | "Voices"                    | angleščina          | 14.   | 109   |
| 26 | San Marino          | Senhit              | "Adrenalina"                | angleščina          | 22.   | 50    |

### Ločeni rezultati
| Država           | Rezultati žirije | Rezultati telefonskega glasovanja | Točke |
| ---------------- | ---------------- | --------------------------------- | ----- |
| Ciper            | 50               | 44                                | 94    |
| Albanija         | 22               | 35                                | 57    |
| Izrael           | 73               | 20                                | 93    |
| Belgija          | 71               | 3                                 | 74    |
| Rusija           | 104              | 100                               | 204   |
| Malta            | 208              | 47                                | 255   |
| Portugalska      | 126              | 27                                | 153   |
| Srbija           | 40               | 82                                | 102   |
| Velika Britanija | 0                | 0                                 | 0     |
| Grčija           | 91               | 79                                | 170   |
| Švica            | 267              | 165                               | 432   |
| Islandija        | 198              | 180                               | 378   |
| Španija          | 6                | 0                                 | 6     |
| Moldavija        | 53               | 62                                | 115   |
| Nemčija          | 3                | 0                                 | 3     |
| Finska           | 83               | 218                               | 301   |
| Bolgarija        | 140              | 30                                | 170   |
| Litva            | 55               | 165                               | 220   |
| Ukrajina         | 97               | 267                               | 364   |
| Francija         | 248              | 251                               | 499   |
| Azerbajdžan      | 32               | 33                                | 65    |
| Norveška         | 15               | 60                                | 75    |
| Nizozemska       | 11               | 0                                 | 11    |
| Italija          | 206              | 318                               | 524   |
| Švedska          | 46               | 63                                | 109   |
| San Marino       | 37               | 13                                | 50    |

## Točke iz Slovenije

### Točke strokovne komisije
Slovensko strokovno žirijo so sestavljali Maja Keuc, Nuša Derenda, Bojan Cvjetićanin, Raay in Boštjan Grabnar.
| Število točk | Država    |
| ------------ | --------- |
| 12           | Italija   |
| 10           | Islandija |
| 8            | Rusija    |
| 7            | Švica     |
| 6            | Belgija   |
| 5            | Malta     |
| 4            | Finska    |
| 3            | Grčija    |
| 2            | Francija  |
| 1            | Izrael    |

### Točke telefonskega glasovanja
| Število točk | Država    |
| ------------ | --------- |
| 12           | Srbija    |
| 10           | Italija   |
| 8            | Grčija    |
| 7            | Ukrajina  |
| 6            | Francija  |
| 5            | Švica     |
| 4            | Finska    |
| 3            | Islandija |
| 2            | Norveška  |
| 1            | Rusija    |

### Polfinale
| Država             | Žiranti | Žiranti | Žiranti | Žiranti | Žiranti | Rezultati žirije | Rezultati telefonskega glasovanja |
| Država             | A       | B       | C       | D       | E       | Rezultati žirije | Rezultati telefonskega glasovanja |
| ------------------ | ------- | ------- | ------- | ------- | ------- | ---------------- | --------------------------------- |
| Avstralija         | 11      | 12      | 11      | 15      | 15      | 14.              | 15.                               |
| Azerbajdžan        | 3       | 8       | 4       | 5       | 1       | 3.               | 8.                                |
| Belgija            | 4       | 10      | 1       | 13      | 5       | 6.               | 7.                                |
| Hrvaška            | 8       | 5       | 5       | 1       | 4       | 4.               | 1.                                |
| Ciper              | 1       | 3       | 3       | 2       | 2       | 1.               | 10.                               |
| Irska              | 15      | 14      | 15      | 12      | 12      | 15.              | 14.                               |
| Izrael             | 6       | 9       | 13      | 10      | 6       | 9.               | 11.                               |
| Litva              | 10      | 13      | 10      | 11      | 10      | 12.              | 12.                               |
| Malta              | 5       | 1       | 6       | 4       | 7       | 5.               | 6.                                |
| Severna Makedonija | 13      | 4       | 8       | 14      | 3       | 7.               | 3.                                |
| Norveška           | 9       | 6       | 7       | 9       | 9       | 8.               | 5.                                |
| Romunija           | 14      | 15      | 14      | 7       | 13      | 13.              | 13.                               |
| Rusija             | 2       | 2       | 2       | 3       | 14      | 2.               | 4.                                |
| Švedska            | 12      | 7       | 12      | 8       | 8       | 11.              | 9.                                |
| Ukrajina           | 7       | 11      | 9       | 6       | 11      | 10.              | 2.                                |

### Finale
| Država           | Žiranti | Žiranti | Žiranti | Žiranti | Žiranti | Rezultati žirije | Rezultati telefonskega glasovanja |
| Država           | A       | B       | C       | D       | E       | Rezultati žirije | Rezultati telefonskega glasovanja |
| ---------------- | ------- | ------- | ------- | ------- | ------- | ---------------- | --------------------------------- |
| Albanija         | 10      | 12      | 9       | 15      | 5       | 11.              | 12.                               |
| Azerbajdžan      | 9       | 16      | 14      | 17      | 9       | 16.              | 16.                               |
| Belgija          | 6       | 17      | 4       | 20      | 4       | 5.               | 19.                               |
| Bolgarija        | 19      | 18      | 16      | 19      | 20      | 20.              | 20.                               |
| Ciper            | 13      | 9       | 15      | 7       | 12      | 15.              | 15.                               |
| Finska           | 12      | 14      | 13      | 3       | 6       | 7.               | 7.                                |
| Francija         | 7       | 8       | 5       | 8       | 16      | 9.               | 5.                                |
| Nemčija          | 24      | 24      | 22      | 24      | 24      | 24.              | 17.                               |
| Grčija           | 18      | 10      | 10      | 11      | 2       | 8.               | 3.                                |
| Islandija        | 1       | 6       | 3       | 1       | 8       | 2.               | 8.                                |
| Izrael           | 5       | 11      | 8       | 14      | 7       | 10.              | 22.                               |
| Italija          | 3       | 7       | 2       | 2       | 1       | 1.               | 2.                                |
| Litva            | 21      | 22      | 20      | 16      | 10      | 18.              | 14.                               |
| Malta            | 11      | 3       | 12      | 5       | 17      | 6.               | 13.                               |
| Moldavija        | 23      | 26      | 24      | 22      | 19      | 23.              | 26.                               |
| Norveška         | 17      | 4       | 17      | 13      | 14      | 14.              | 9.                                |
| Portugalska      | 14      | 20      | 19      | 18      | 18      | 19.              | 18.                               |
| Rusija           | 2       | 1       | 1       | 9       | 13      | 3.               | 10.                               |
| San Marino       | 26      | 19      | 26      | 21      | 22      | 22.              | 21.                               |
| Srbija           | 16      | 5       | 11      | 10      | 15      | 13.              | 1.                                |
| Španija          | 22      | 21      | 21      | 23      | 21      | 21.              | 23.                               |
| Švedska          | 15      | 13      | 18      | 6       | 23      | 17.              | 11.                               |
| Švica            | 4       | 2       | 6       | 4       | 3       | 4.               | 6.                                |
| Nizozemska       | 25      | 23      | 23      | 25      | 25      | 26.              | 24.                               |
| Ukrajina         | 8       | 15      | 7       | 12      | 11      | 12.              | 4.                                |
| Velika Britanija | 20      | 25      | 25      | 26      | 26      | 25.              | 25.                               |

## Incidenti

### Diskvalifikacija Belorusije
Dva dni po tem, ko je bila pesem "Ja nauču tebja ("Naučila te bom") razglašena za belorusko predstavnico na tekmovanju, je EBU presodila, da skladba ni v skladu s pravili natečaja proti političnim vsebinam in da skladba ni upravičena do sodelovanja na tekmovanju, razen če bo spremenjena ali zamenjana. Belorusija je nato predložila pesem "Pesnja pro zajca" ("Pesmi o zajcih"), ki pa je bila prav tako v nasprotju s pravili. EBU je zato 26. marca 2021 sporočila, da je Belorusija izključena iz tekmovanja.

### Ukrajinske vaje
Pred drugo vajo ukrajinske ekipe, 12. maja, je pevka skupine Go_A Katerina Pavlenko poročala, da se ne počuti dobro. V skladu z zdravstvenimi in varnostnimi protokoli tekmovanja je morala v karanteno v svoji hotelski sobi. Ostali člani skupine so bili na kovidnem testu negativni in so lahko vadili, Pavlenkovo pa je na vokalu nadomestila nizozemska pevka Emmie van Stijn. Pavlenkova je opravila test PCR za COVID-19, ki je naslednji dan pokazal negativen rezultat, kar ji je omogočilo nadaljevanje priprav.
Van Stijnova je med tem prejela pozitivne odzive na svoj nastop, zlasti na izgovorjavo ukrajinskih besedil, v prvem polfinalu pa so jo povabili k ukrajinski delegaciji.

### Okužbe s COVID-19
Pred dogodkom "Turquoise Carpet" je bil po en član poljske in islandske delegacije pozitiven na COVID-19. Posledično te delegacije niso bile prisotne na prireditvi in so se samoizolirale v skladu z varnostnimi in varnostnimi protokoli Pesmi Evrovizije. Romunska in malteška delegacija zaradi previdnostnega ukrepa tudi nista bili prisotni, saj sta bili nastanjeni v istem hotelu kot poljska in islandska delegacija.
Vsi ostali člani poljske in islandske delegacije so bili negativni in bi ostali v karanteni do nastopa v drugem polfinalu. Kasneje potrjeno, da je bil član islandske skupine Daði og Gagnamagnið pozitiven, zato se je skupina umaknila iz nastopov v živo. Med drugim polfinalom tako niso nastopili v živo v dvorani Rotterdamu Ahoy, temveč je bil predvajan njihov posnetek iz vaje, na kateri je nastope ocenjevala strokovna komisija; ta posnetek je bil prikazan tudi v finalu. Preostali člani poljske delegacije so bili izpuščeni iz izolacije.
20. maja 2021 je EBU potrdil, da je bil Duncan Laurence (zmagovalec predhodne Evrovizije) pozitiven na koronavirus in da v finalu ne bo nastopil v živo, kot je bilo načrtovano. V programu naj bi zapel svoj novi singel "Stars" in svojo zmagovalno pesem "Arcade" ter predstavil točke v imenu nizozemske žirije; slednje je namesto Laurenceja opravil Romy Monteiro. Med finalom so predvajali predhodno posnete posnetke Laurencejevega nastopa.

### Poškodba kamere
Med pripravami za nastop Irske v prvem polfinalu je počila kamera, ravno v času med predvajanjem irske razglednice, kar je povzročilo vrzel med razglednico in nastopom. Sovoditeljica Chantal Janzen je bila zato primorana med oddajanjem v živo improvizirati v zeleni sobi, da je zapolnila čas.

## Televizijski prenos
Evropska radiodifuzna zveza ponuja mednarodni prenos polfinalov in finala brez komentarjev v živo prek svojega uradnega YouTube kanala. Pretočni prenosi v živo so geoblokirani za gledalce v Avstraliji, Grčiji, Latviji, Litvi, Ukrajini, ZDA in Združenem kraljestvu.
Tekmovanje sta v Sloveniji prenašala Televizija in Radio Slovenija, komentatorka na televiziji je bila Mojca Mavec. Finale na Valu 202 sta komentirala Miha Šalehar in Uršula Zaletelj.

## Uradni album
Eurovision Song Contest: Rotterdam 2021 je uradni album tekmovanja, ki ga je sestavila Evropska radiodifuzna zveza, Universal Music Group pa ga je digitalno izdal 16. aprila 2021, fizično pa 23. aprila 2021. Na albumu je vseh 39 tekmovalnih skladb, vključno s polfinalnimi, ki se niso uvrstile v finale. 